# Walkerville (Montana)
Walkerville – miasto w Stanach Zjednoczonych, w stanie Montana, w hrabstwie Silver Bow.